# 褐唐纳雀
褐唐纳雀（学名：Orchesticus abeillei），是雀形目唐纳雀科的一种鸟类，属于单型的褐唐纳雀属（学名：Orchesticus）。
褐唐纳雀体重约31.5克，翼长约87毫米，喙宽度约8毫米，喙厚度约9.3毫米，嘴峰长约17.1毫米，跗蹠长约22.9毫米，尾长约81毫米。
褐唐纳雀是留鸟，栖息在森林，它们是食肉动物，主要以昆虫、蜘蛛等陆生无脊椎动物为食。它们分布在巴西东南部。